# مارك هاربر (لاعب كرة قدم أمريكية)
مارك هاربر (بالإنجليزية: Mark Harper)‏ هو لاعب كرة قدم أمريكية أمريكي، ولد في 5 نوفمبر 1961 في ممفيس في الولايات المتحدة.